# International Student Identity Card

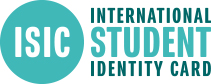
Logo ISIC

ISIC (International Student Identity Card) je jediná mezinárodně uznávaná karta prokazující studentský status vydávaná v asi 130 zemích světa. Držitelé karty získávají přístup k velkému množství různých slev a výhod.

## Historie
V roce 1949 na 3. Mezinárodní studentské konferenci v Kodani byla podniknuta iniciativa k vytvoření jediné mezinárodní karty pro studenty. Cílem tohoto zasedání bylo podpořit studenty, zpřístupnit jim cestování do nových zemí a seznámit se s jejich kulturou. Ale jenom o dva roky později začali karty vyrábět, na což po pěti letech bylo vydáno až 333 tisíc karet.

## Potvrzení ISIC
V České republice může být průkaz ISIC vystaven studentům SŠ, VOŠ a VŠ, a to pouze studentům prezenčního studia. Není oficiálně stanovena žádná věková hranice, platí pouze omezení, které si stanoví daná škola.
Platnost průkazu je vždy od začátku září jednoho roku do konce prosince následujícího roku.

## Asociace ISIC
Asociace ISIC je nezisková členská organizace registrovaná v Dánsku. Jejími členy jsou organizace, které mají výhradní práva na distribuci, propagaci a vývoj karty ISIC na svém území nebo v zemi. Tyto organizace jsou označovány jako „Výhradní zástupci ISIC“. Hlavním orgánem sdružení ISIC je Představenstvo ISIC, Výhradní zástupci (členové sdružení) volí až 10 členů představenstva, včetně předsedy, kterým je v současnosti Matt East. Asociace ISIC a Představenstvo ISIC se řídí pravidly určenými ve stanovách sdružení ISIC.

## Rozšíření
Průkazy ISIC jsou vydávány v celkem 130 zemích světa. V Česku jich bylo v roce 2022 vydáno celkem 593 tisíc, což bylo vzhledem k počtu obyvatel nejvíce ze všech zemí na světě. Na rozdíl od řady jiných států jsou totiž průkazy v Česku používány nejen k uplatňování slev, ale zároveň jako identifikační karty studenta. V roce 2023 průkazy využívalo celkem 1 661 českých škol.